# Jules Verronnais
Jules Verronnais (1827-1896) est un auteur et imprimeur français. Il est l'auteur de plusieurs cartes sur la Moselle.

## Biographie
Fils de l'imprimeur-libraire François Verronnais (1792-1879), Jean Jules Verronnais naît le 13 novembre 1827 à Metz, en Lorraine. Suivant les traces de son père, le jeune Jules travaille naturellement à l'imprimerie familiale. Il prend la succession de son père en novembre 1854. Jules Verronnais est imprimeur, éditeur scientifique, éditeur de cartes géographiques, mais aussi libraire à Metz, rue des Jardins. Comme celle de son père, sa production est dominée par les écrits militaires, même si s'opère une certaine diversification. Il publie l'« Annuaire du département de la Moselle » à partir de 1856. En 1881, dix ans après l'annexion allemande, Verronnais revend son imprimerie à Fischer, mais plusieurs publications paraissent encore sous son nom jusqu'en 1883.
Jules Verronnais meurt en 1896.

## Publications
- Plan de Metz (1868)
- Carte synoptique des Voies de communication du Département de la Moselle (1863)
- Carte du département de la Moselle (1860)
- Carte du département de la Moselle (1860)
- Plan de la ville de Metz (1858)